# Zheng Long
Zheng Long (鄭龍T, 郑龙S, Zhèng LóngP; Qingdao, 15 aprile 1988) è un calciatore cinese, centrocampista del Qingdao Hainiu.

## Palmarès

### Club

#### Competizioni nazionali
- Campionato cinese: 5

Guangzhou Evergrande: 2014, 2015, 2016, 2017, 2019
- Coppa della Cina: 1

Guangzhou Evergrande: 2016
- Supercoppa di Cina: 2

Guangzhou Evergrande: 2016, 2017

#### Competizioni internazionali
- AFC Champions League: 1

Guangzhou Evergrande: 2015